# Blues in schwarz weiss
blues in schwarz weiss ist der erste Gedichtband von May Ayim. Er erschien 1995 im Orlanda Frauenverlag. Das Buch enthält acht Gedichtzyklen und ist mit Adinkra-Symbolen aus Ghana illustriert. Das Buch wurde ins Englische und Französische übersetzt. 2021 wurde der Band zusammen mit dem zweiten Gedichtband nacht gesang im Unrast Verlag unter dem Titel blues in schwarz weiss & nachtgesang neu veröffentlicht. In den 2020er Jahren wurden die Texte für die Bühne adaptiert.

## Aufbau und Inhalt
May Ayims lyrischen Texten sind die Widmung „für Yoliswa“ und ein Grußwort von Maryse Condé vorangestellt. Am Ende des Bandes findet man eine Erklärung zu den Adinkra-Symbolen sowie ein Glossar und ein Nachwort der Autorin. Das erste Gedicht trägt den Titel vorwort, das letzte den Titel nachwort. Beide sind nicht Teil der Gedichtzyklen, die den Hauptteil des Buches darstellen. Insgesamt sind in dem Band 57 Gedichte versammelt, die sich inhaltlich häufig mit der Identität der Autorin als Afrodeutsche sowie mit Themen wie Einsamkeit und Zugehörigkeit, Ausgrenzung und Rassismus beschäftigen. Es gibt zwei Gedichte, die ausdrücklich die Titel afro-deutsch I und afro-deutsch II tragen. Andere Texte widmen sich aktuellen Themen des Zeitgeschehens, wie der Wiedervereinigung Deutschlands, dem Bosnienkrieg oder HIV. In nahezu allen Texten geht es um Beziehungen: Familienbeziehungen, Freundschaften und Liebesbeziehungen.
Die acht Zyklen des Bandes tragen die Titel am anfang war das wort, zeitenwechsel, die zeit danach, aus dem rahmen, blues in schwarz weiss, berührung, himmlisch und nachtrag und sind formal durch Seiten ohne Text, nur mit jeweils einem Adinkra-Symbol unterteilt.
May Ayim verwendet in dem Gedichtband durchgehend Kleinschreibung und verzichtet auf Interpunktion.

## Rezeption und Interpretation
Der Gedichtband blues in schwarz weiss gilt als Standardwerk der Lyrik Schwarzer Menschen in Deutschland. Er kann als „beißende Kritik an der deutschen Mehrheitsgesellschaft der Siebziger- bis Neunzigerjahre“ gelesen werden.
Die Verwendung der Adinkra Symbole in blues in schwarz weiss kann ebenso wie die Rhythmisierung der Texte mit Einwürfen und Wiederholungen als eine Anlehnung an afrikanische Erzähltraditionen gesehen werden. May Ayim gestaltet in den Texten einen Raum, in dem es möglich wird, Marginalisierung und Diskriminierung als allgemeingültige Probleme zu diskutieren. In der Tradition des Blues erschafft sie ein „Wir“, das als handelndes Subjekt Lösungen herbeiführen kann.

## Adaptionen
2023 wurde blues in schwarz weiss vom Münchner Residenztheater in einer Adaption von Miriam Ibrahim auf der Bühne im Marstall uraufgeführt. Die Texte wurden von Isabell Antonia Höckel und Patrick Bimazubute performt. Der Münchner Merkur lobte das Stück als „beeindruckende Inszenierung und eine starke letzte Premiere in dieser Saison des Bayerischen Staatsschauspiels“.
Eine weitere Bühnenfassung schuf Lamin Leroy Gibba für das Gorki Theater in Berlin als Teil der Reihe Fremde Poesie?. Die Premiere war am 29. November 2024. Benita Bailey und Ruby Commey trugen die Texte vor. Die nachtkritik urteilte, die Aufführung habe „große Lust auf dieses dichterische Werk, das so tief in der Geschichte dieses Landes und seiner Misere wurzelt“, gemacht.